# 최대훈
최대훈(1980년 11월 16일 ~ )은 대한민국의 배우이다.

## 학력
- 중앙대학교 연극학과

## 연기 활동

### 드라마
- 2007년 KBS2 월화드라마 《얼렁뚱땅 흥신소》 ... 아디다스 역
- 2010년 KBS2 단막극 《KBS 드라마 스페셜 - 위대한 계춘빈》 ... 종수 역
- 2010년 KBS2 단막극 《KBS 드라마 스페셜 - 오페라가 끝나면》 ... 조대리 역
- 2011년 KBS2 아침드라마 《사랑하길 잘했어》 ... 현우 역
- 2011년 KBS2 단막극 《KBS 드라마 스페셜 - 영덕 우먼스 씨름단》 ... 매니저 역
- 2011년 KBS2 단막극 《KBS 드라마 스페셜 - 딸기 아이스크림》 ... 상백 역
- 2011년 KBS2 단막극 《KBS 드라마 스페셜 - 서경시 체육회 구조조정 비하인드 스토리》 ... 수영코치 역
- 2012년 TV조선 월화드라마 《한반도》 ... 채동훈 역
- 2012년 KBS2 수목드라마 《각시탈》 ... 이해석 역
- 2012년 KBS2 월화드라마 《빅》 ... 서윤재 동료 의사 역
- 2013년 tvN 일일드라마 《미친 사랑》 ... 백재혁 역
- 2013년 KBS2 월화드라마 《직장의 신》 ... 미스김 면접관 역 (마지막회)
- 2014년 드라마큐브 단편 드라마 《어떤 안녕》 ... 준석 역
- 2014년 KBS2 단막극 《KBS 드라마 스페셜 - 나 곧 죽어》 ... 멀티 역
- 2014년 SBS 아침연속극 《나만의 당신》 ... 김태수 역
- 2014년 MBC 주말 특별기획 《호텔킹》 ... 젊은시절 아성원 역
- 2014년 SBS 단막극 《엄마의 선택》 ... 윤용석 역
- 2015년 SBS 일일드라마 《돌아온 황금복》 ... 김태수 역
- 2015년 SBS 월화특별기획 《육룡이 나르샤》 ... 조말생 역
- 2016년 SBS 일일드라마 《당신은 선물》 ... 황대훈 형사 역
- 2016년 SBS 주말드라마 《그래, 그런거야》 ... 펀드매니저 역
- 2017년 KBS2 주말연속극 《아버지가 이상해》 ... 이 PD 역
- 2017년 MBC 일일연속극 《돌아온 복단지》 ... 제인 역
- 2017년 SBS 월화드라마 《의문의 일승》 ... 김윤수 역
- 2018년 tvN 수목드라마 《마더》
- 2018년 tvN 토일드라마 《무법 변호사》 ... 석관동 역
- 2018년 KBS2 월화드라마 《너도 인간이니?》
- 2018년 SBS 드라마스페셜 《흉부외과 - 심장을 훔친 의사들》 ... 구동준 역
- 2019년 tvN 토일드라마 《자백》 ... 황교식 역
- 2019년 SBS 금토드라마 《녹두꽃》 ... 민영휘 역
- 2019년 SBS 월화드라마 《17세의 조건》 ... 최수완 역
- 2019년 JTBC 월화드라마 《열여덟의 순간》 ... 손재영 역
- 2019년 tvN 토일드라마 《사랑의 불시착》 ... 윤세준 역
- 2019년 KBS2 단막극 《KBS 드라마 스페셜 - 히든》 ... 김현 역
- 2020년 넷플릭스 〈인간수업〉 … 최현성 역
- 2020년 JTBC 수목드라마 《쌍갑포차》 ... 장복수 역 (특별출연)
- 2020년 tvN 수목드라마 《악의 꽃》 ... 강력계 형사 역
- 2020년 SBS 월화드라마 《브람스를 좋아하세요?》 ...박성재 역
- 2021년 JTBC 금토드라마 《괴물》 ...박정제 역
- 2021년 SBS 월화드라마 《라켓소년단》 ...김 기자 역
- 2021년 tvN 수목드라마 《멜랑꼴리아》 ... 류성재 역
- 2022년 JTBC 수목드라마 《인사이더》 ... 노승환 역
- 2022년 ENA 수목드라마 《이상한 변호사 우영우》 ... 장승준 역 (특별출연)
- 2022년 JTBC 토일드라마 《모범형사 2》 ... 천상우 역
- 2022년 SBS 금토드라마 《천원짜리 변호사》 ... 서민혁 역
- 2022년 KBS2 월화드라마 《커튼콜》 ... 박세규 역
- 2024년 tvN 토일드라마 《세작, 매혹된 자들》 ... 이선 역
- 2024년 SBS 금토드라마 《지옥에서 온 판사》 … 장문재 역 (특별출연)
- 2025년 디즈니+ 오리지널 드라마 《트리거》 … 조진만 역
- 2025년 넷플릭스 〈폭싹 속았수다〉 … 부상길 역

### 영화
- 2002년 《자반 고등어》
- 2004년 《슈퍼스타 감사용》 ... 투수 모집 지원자 8 역
- 2006년 《나비에 관한 은유》 ... 형사 역
- 2006년 《어느날 갑자기 두 번째 이야기 - 네 번째 층》 ... 현미 남자친구 역
- 2013년 《더 테러 라이브》 ... 박정민 수사팀 1 역
- 2017년 《루시드 드림》 ... 김 형사 역
- 2022년 《헤어질 결심》 ... 수면클리닉 의사 역
- 2024년 《전,란》 ... 광이 역

### 공연
- 2003년 《어디서 무엇이 되어 만나랴》 ... 대사 역
- 2007년 《아타미 살인사건》 ... 모모따로 역
- 2007년 《환상동화》 ... 전쟁광대 역
- 2007년 《어떤 사건》
- 2007년 《김종욱 찾기》 ... 멀티맨 역
- 2008년 《환상동화》 ... 전쟁광대 역
- 2009년 《마이 퍼스트 타임》
- 2007년 《김종욱 찾기》 ... 멀티맨 역
- 2008년 《환상동화》 ... 전쟁광대 역
- 2011년 《극적인 하룻밤 - 대구》 ... 한정훈 역
- 2011년 《극적인 하룻밤》 ... 한정훈 역
- 2012년 《웨딩 스캔들》 ... 앙리 역
- 2012년 《웨딩 스캔들》 ... 앙리 역
- 2013년 《올모스트 메인》
- 2013년 《환상동화》 ... 전쟁광대 역
- 2014년 《여신님이 보고 계셔》 ... 이창섭 역
- 2014년 《뮤지컬 이야기쇼 이석준과 함께 10주년》 (특별출연)
- 2014년 《연극열전5 - 프라이드》 ... 피터 역
- 2014년 《멜로드라마》 ... 김찬일 역
- 2015년 《모범생들》 ... 종태 역
- 2015년 《거미여인의 키스》 ... 몰리나 역
- 2016년 《보도지침》 ... 돈결 역
- 2016년 《까사발렌티나》 ... 조지/발렌티나 역
- 2017년 《베헤모스》 ... 이변 역
- 2018년 《생쥐와 인간》 ... 레니 역
- 2019년 《생쥐와 인간》 ... 레니 역

### 방송
- 2022년 SBS 《꼬리에 꼬리를 무는 그날 이야기》- 게스트
- 2025년 tvN 《유 퀴즈 온 더 블럭》- 게스트

## 수상 및 후보
| 연도 | 시상식                   | 부문                                         | 작품                          | 결과 |
| ---- | ------------------------ | -------------------------------------------- | ----------------------------- | ---- |
| 2018 | SBS 연기대상             | 남자 조연상                                  | 흉부외과 - 심장을 훔친 의사들 | 후보 |
| 2021 | 제57회 백상예술대상      | TV부문 남자 조연상                           | 괴물                          | 후보 |
| 2022 | SBS 연기대상             | 미니시리즈 코미디·로맨스부문 남자 우수연기상 | 천원짜리 변호사               | 후보 |
| 2025 | 제61회 백상예술대상      | 방송부문 남자 조연상                         | 폭싹 속았수다                 | 수상 |
| 2025 | 제4회 청룡 시리즈 어워즈 | 남우조연상                                   | 폭싹 속았수다                 | 후보 |

## 광고
- 던킨도너츠